# Aurèle Nicolet
Georges Aurèle Nicolet (* 22. Januar 1926 in Neuenburg; † 29. Januar 2016 in Freiburg im Breisgau) war ein Schweizer Flötist.

## Leben
Aurèle Nicolet studierte am Konservatorium in Zürich bei André Jaunet (Flöte) und bei Willy Burkhard (Theorie und Tonsatz), danach, von 1945 bis 1947, am Pariser Konservatorium bei Marcel Moyse und Yvonne Drappier. 1947 errang er den ersten Preis am Conservatoire, 1948 denjenigen am Concours International de Genève. Von 1945 bis 1947 spielte er im Tonhalle-Orchester Zürich, von 1948 bis 1950 als Solo-Flötist im Stadtorchester Winterthur. Wilhelm Furtwängler holte ihn 1950 als Soloflötist zu den Berliner Philharmonikern, denen er bis 1959 angehörte.
Von 1952 bis 1965 war Nicolet Professor an der Hochschule der Künste in Berlin. In dieser Zeit unterrichtete er auch bei den Sommerkursen des Salzburger Mozarteums Flöte und Kammermusik. Von 1965 bis 1981 war er Professor an der Hochschule für Musik  in Freiburg im Breisgau. In diesen Jahren spielte er auch häufig mit dem Münchener Bach-Orchester unter Karl Richter.
Schülerinnen und Schüler von ihm waren unter anderem  Eberhard Blum, Michael Martin Kofler, Ulrike Engelke und Emmanuel Pahud.
Seine Kammermusikpartner waren u. a. András Schiff, Natalia Gutmann, Kolja Blacher, Oleg Maisenberg, Jean-Pierre Rampal, Heinz Holliger, Ursula Holliger, Bruno Canino, Vladimir Spivakov, Tabea Zimmermann, Juri Baschmet und das Melos Quartett. Toru Takemitsu, György Ligeti, Aribert Reimann, Wolfgang Hufschmidt und Edisson Wassiljewitsch Denissow schrieben Stücke für ihn. Weitere Werke unter anderem von Cristóbal Halffter, Heinz Holliger, Klaus Huber und Rudolf Kelterborn sind von ihm uraufgeführt worden.
Ab 1967 war er mit Christiane Nicolet, einer Flötistin und Musikproduzentin bei Schweizer Radio SRF 2 Kultur, verheiratet.
1963 wurde Nicolet mit dem Deutschen Kritikerpreis ausgezeichnet. Als Figur taucht er in Mein Jahrhundert (Kapitel 1963) von Günter Grass auf, mit dem er 1966 zusammen in der Alten Kirche Boswil eigens komponierte Stücke für Sprechstimme und Flöte aufführte.
Eine Woche nach seinem 90. Geburtstag ist Nicolet am 29. Januar 2016 in Freiburg im Breisgau verstorben.